# Hraše pri Preddvoru
Hraše pri Preddvoru so naselje v Občini Preddvor.